# Dynamic Science Stories

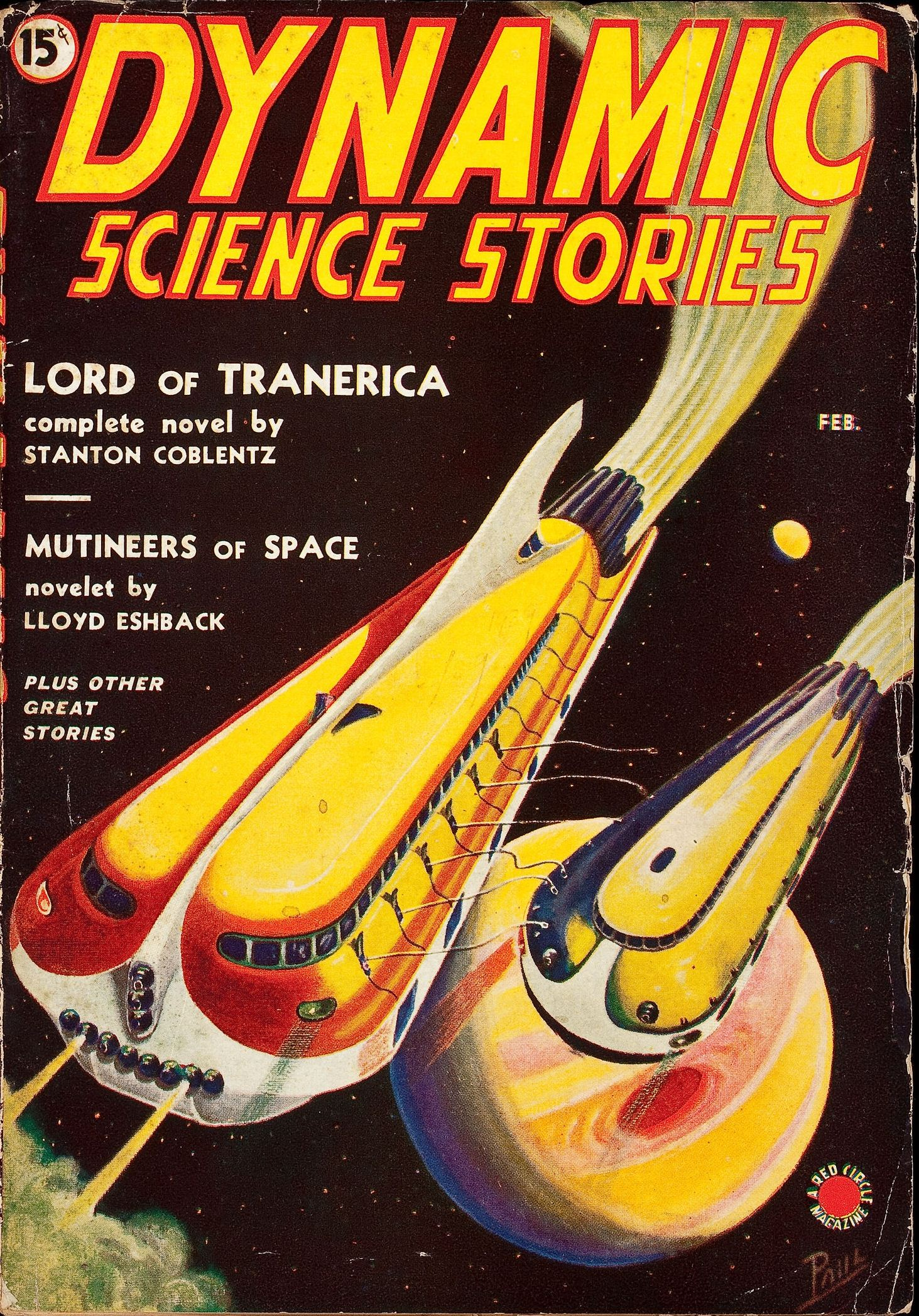
El número de febrero de 1939; portada por Frank R. Paul.

Dynamic Science Stories fue una revista pulp  que publicó dos números, en abril y febrero de 1939. Una paralela a Marvel Science Stories, fue editada por Robert O. Erisman y publicada por Western Fiction Publishing. Entre los autores más conocidos de la revista se encuentran L. Sprague de Camp y Manly Wade Wellman.

## Historia de publicación y contenidos

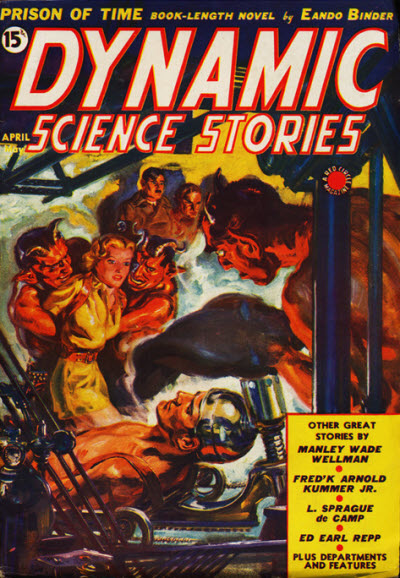
El número de abril-mayo de 1939; portada por Norman Saunders.

A pesar de que se había publicado ciencia ficción antes de la década de 1920, no comenzó a formar un género por separado hasta la aparición de Amazing Stories en 1926, una revista pulp publicada por Hugo Gernsback. Para el final de la década de 1930 el área se encontraba en un boom.  En 1938 Abraham y Martin Goodman, dos hermanos que poseían una editorial con múltiples publicaciones, lanzaron Marvel Science Stories, editada por Robert O. Erisman.  En febrero del año siguiente añadieron Dynamic Science Stories como revista en paralelo donde pretendieron publicar historias más largas. Los contenidos eran ciencia ficción pulp típica , con pocas historias memorables.  Historiadores de ciencia ficción Joseph Marchesani y Mike Ashley identificaron sólo tres historias de calidad: "The Message from the Void" de Nelson S. Bond (publicado bajo el seudónimo "Hubert Mavity"); "Ananias" de L. Sprague de Camp; y "Insight" de Manly Vadear Wellman.  La portada para la primera edición fue pintada por Frank R. Paul, un artista de portadas popular que había vuelto recientemente al campo de la ciencia ficción; Norman Saunders proporcionó la segunda portada. La revista hermana de Dynamic, Marvel Science Stories, a menudo publicó historias con contenido más sexual de lo que era habitual para revistas de ciencia ficción del día, pero, a pesar de que los avisos publicitarios de Dynamic incluían libros ofreciendo consejos sexuales, el contenido de la revista solía ser material pulp tradicional.  La revista sólo duró dos ediciones, aunque no es sabido si esto fue debido a pocas ventas o si la descontinuación fue "una reflejo del capricho del editor", en las palabras de Ashley.

## Detalles bibliográficos
El editor de Dynamic Science Stories fue Western Fiction Publishing Co., de Chicago, con oficinas en Radio City, Nueva York.  Hubo un volumen de dos números, ambos en formato pulp, 112 páginas y un precio de 15 centavos de dólar.  Hubo una reimpresión Británica de la primera edición;  apareció en 1939 sin fecha.  El editor de ambas números fue Robert O. Erisman, a quien no se le dio crédito en la revista.